# 電腦俾斯麥

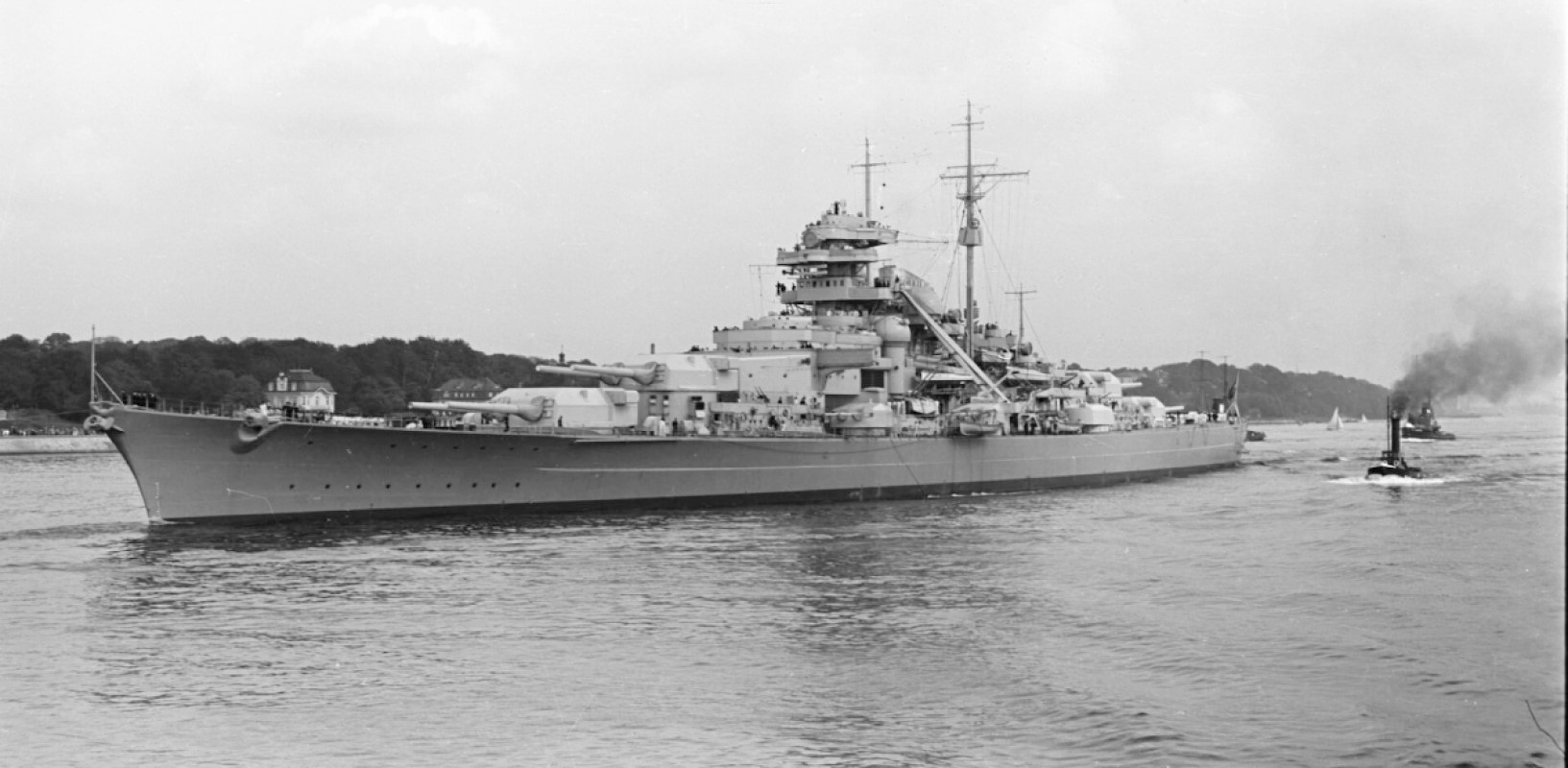
俾斯麥號戰艦

《電腦俾斯麥》是Strategic Simulations开发的战争游戏，于1980年发行。游戏改编自1941年英国军队追击德国俾斯麦号战舰——即俾斯麥號戰艦的最後一戰。这是Strategic Simulations的首款游戏，使用了回合制机制和二维图形。